# ЛКС (Ломжа)
Ломжинський спортивний клуб «1926 Ломжа» (пол. Łomżyński Klub Sportowy 1926 Łomża) — польський футбольний клуб з Ломжі, заснований у 1926 році. Виступає у Третій лізі. Домашні матчі приймає на Міському стадіоні, місткістю 3 450 глядачів.

## Історія назв
- 1926 — Ломжинський спортивний клуб «Ломжа»;
- 1933 — Об'єднанання Академічного гуртка «Ломжа» та Молодіжного Легіону;
- 1945—1950 — Омтур; Колеяж; Будовлані; Старт;
- 1950 — Ломжинський спортивний клуб «Ломжа»;
- 2005 — Ломжинський спортивний клуб «Бровар» Ломжа;
- 2009 — Ломжинський спортивний клуб «Ломжа»;
- 2010 — Ломжинський спортивний клуб «1926 Ломжа».

## Досягнення
- Третя ліга (І група)
  - Переможець (1): 2005/06.